# Dąbrówka, Hạt Świdwin
Dąbrówka [dɔmˈbrufka] (tiếng Đức: Klein Damerow)  là một ngôi làng thuộc khu hành chính của Gmina Rąbino, thuộc quận Świdwin, West Pomeranian Voivodeship, ở phía tây bắc Ba Lan. Nó nằm khoảng 4 kilômét (2 mi) phía tây Rąbino, 12 km (7 mi) về phía đông bắc của Świdwin và 100 km (62 mi) về phía đông bắc của thủ đô khu vực Szczecin.